# Dulceanca, Teleorman
Dulceanca este un sat în comuna Vedea din județul Teleorman, Muntenia, România. Se află în partea de vest a județului,  în Câmpia Găvanu-Burdea. La recensământul din 2002 avea o populație de 633 locuitori. La sud de localitate specialiștii au identificat un sit arheologic ce cuprinde straturi de locuire din timpul Neoliticului (Cultura Starcevo- Criș), epoca romană târzie și epoca migrațiilor. Acesta figurează pe lista monumentelor istorice (cod: TR-I-s-B-14200).